# 邝怀忠
邝怀忠，生卒年不詳，籍贯广东曲江人，宋朝政治人物。

## 簡歷
邝怀忠，北宋嘉祐二年（1057年），丁酉科特奏名进士。据[道光]《广东通志•卷六十七•选举表五•进士二•宋•二•特奏名•嘉泰二年壬戌》记载：“邝怀忠，曲江人，知清远县”。据[光绪]《曲江县志•卷二•表三•选举•五•特奏•嘉泰二年壬戌》记载：“邝怀忠，官清远县”嘉祐二年（1057年），参加丁酉科殿试，登金榜题名，赐进士出身，治平二年（1065）年，官清远县令。